# Pelophylax cerigensis
Pelophylax cerigensis – gatunek (lub podgatunek) płaza bezogonowego z rodziny żabowatych występujący endemicznie na greckiej wyspie Karpatos. Pozycja taksonomiczna niepewna. Zasiedla wody stojące lub wolnopłynące i odżywia się bezkręgowcami. Gatunek krytycznie zagrożony (CR), nazywany najbardziej zagrożonym gatunkiem europejskich płazów bezogonowych.

## Pozycja taksonomiczna
Niepewna. Portal AmphibiaWeb i Międzynarodowa Unia Ochrony Przyrody nadają mu rangę gatunku. Wyniki niektórych badań filogenetycznych sugerują natomiast, że P. cerigensis może stanowić podgatunek Pelophylax bedriagae, z kolei Dufresnes i inni (2024) uznają taksony cerigensis i bedriagae za podgatunki żaby śmieszki (Pelophylax ridibundus). Takson ten nie ma rangi gatunku w niektórych spisach europejskich gatunków płazów oraz w bazie Amphibian Species of the World. Wyniki innych analiz filogenetycznych sugerują, że populacje P. bedriagae zasiedlające grecką wyspę Rodos powinny być w rzeczywistości klasyfikowane jako P. cerigensis.

## Wygląd
W dwóch badanych lokalizacjach średni rozmiar osobników tego gatunku wynosił odpowiednio 4,29 i 3,76 cm. Grzbiet jest koloru jasnobrązowego lub oliwkowego, występują brązowe kropki. Brzuch ma kolor kremowy, widoczne szare cętki. Rezonatory samców są szare.

## Zasięg występowaniai siedlisko
Według internetowej bazy Międzynarodowej Unii Ochrony Przyrody występuje wyłącznie na greckiej wyspie Karpatos, na której spotykany jest w jej północnej części w okolicach wioski Olympos. Występuje w dwóch strumieniach, Argoni i Nati na wysokościach bezwzględnych 200–300 m n.p.m., a zasięg występowania wynosi 4 km². Cała populacja tego gatunku wynosi kilkaset osobników i dochodzi zapewne do migracji między dwiema subpopulacjami (jako że najkrótszy dystans pomiędzy strumieniami wynosi 500 m). Jest to gatunek głównie wodny, zasiedlający wody stojące lub wolnopłynące, w których dochodzi do zapewne do rozrodu i rozwoju kijanek.

## Dieta
Płaz ten żywi się bezkręgowcami, głównie chrząszczami, pająkami, równonogami i błonkoskrzydłymi.

## Status i ochrona
Takson ten ma status gatunku krytycznie zagrożonego w Czerwonej księdze gatunków zagrożonych w związku z bardzo niewielkim zasięgiem występowania (4 km²) oraz degradacją jego środowiska naturalnego. Nazywany jest najbardziej zagrożonym gatunkiem płaza bezogonowego Europy. Żabie tej zagraża głównie rolnictwo samozaopatrzeniowe, wycinka drzew, rozwój infrastruktury, skażenie wody działalnością rolną lub turystyczną oraz nadmierne korzystanie z zasobów wodnych na cele rolnicze takie jak pojenie zwierząt hodowlanych.
P. cerigensis znajduje się w załączniku III konwencji berneńskiej oraz załączniku V dyrektywy siedliskowej Unii Europejskiej. Stan populacji monitorowany jest przez władze regionalne Karpatos i rozwijany jest program ochrony gatunkowej mający na celu m.in. przeniesienie osobników tego gatunku w inne dogodne miejsca na wyspie.